# Bíbicfejű kolibri
A bíbicfejű kolibri (Stephanoxis lalandi) a madarak (Aves) osztályának a sarlósfecske-alakúak (Apodiformes) rendjéhez, ezen belül a kolibrifélék (Trochilidae) családjához tartozó Stephanoxis nem egyetlen faja.

## Rendszerezése
A fajt Louis Pierre Vieillot francia ornitológus írta le 1818-ban, a Trochilus nembe Trochilus Lalandi néven.

## Előfordulása
Brazília keleti részén honos. Természetes élőhelyei a szubtrópusi és trópusi cserjések, síkvidéki és hegyi esőerdők, valamint másodlagos erdők. Állandó nem vonuló faj.

## Megjelenése
Testhossza 9 centiméter. A hímnek bíbichez hasonló vékony tollbóbitája van.
|  |  |

## Életmódja
Tápláléka nektár és rovarok.

## Szaporodása
Vízszintes ágakra, növényi rostokból és pókhálóból készíti kehely alakú fészkét.

## Természetvédelmi helyzete
Az elterjedési területe nagyon nagy, egyedszáma viszont ismeretlen. A Természetvédelmi Világszövetség Vörös listáján nem fenyegetett fajként szerepel.